# Compagnie de l'Ouest algérien

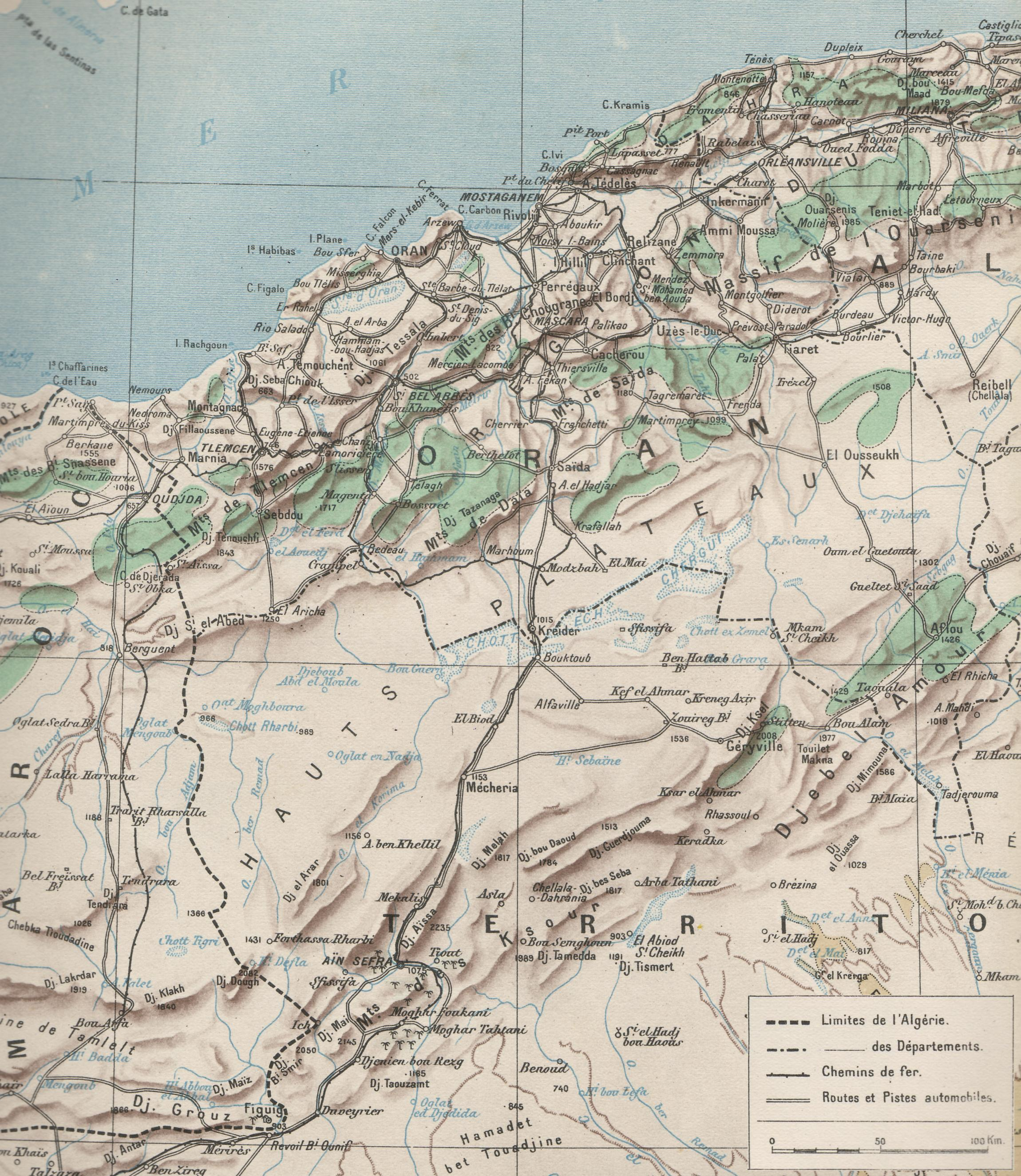
Carte du département d'Oran et des lignes de chemin de fer

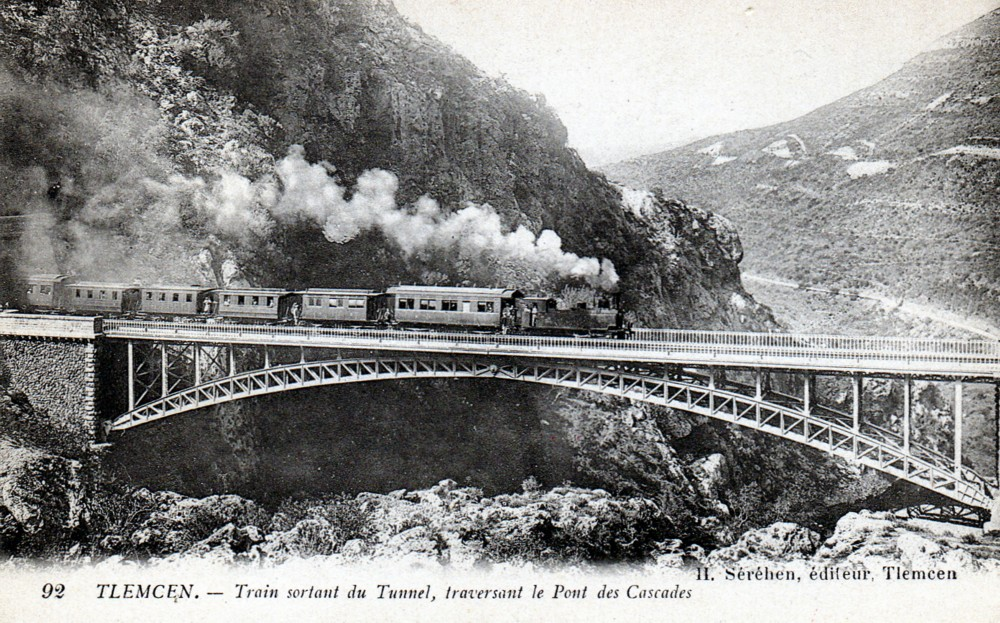
Un train sur le pont des Cascades à Tlemcen, 1905

La Compagnie de l'Ouest algérien (OA), est une compagnie de chemins de fer, créée en 1881, pour construire et exploiter un réseau dans le département d'Oran.

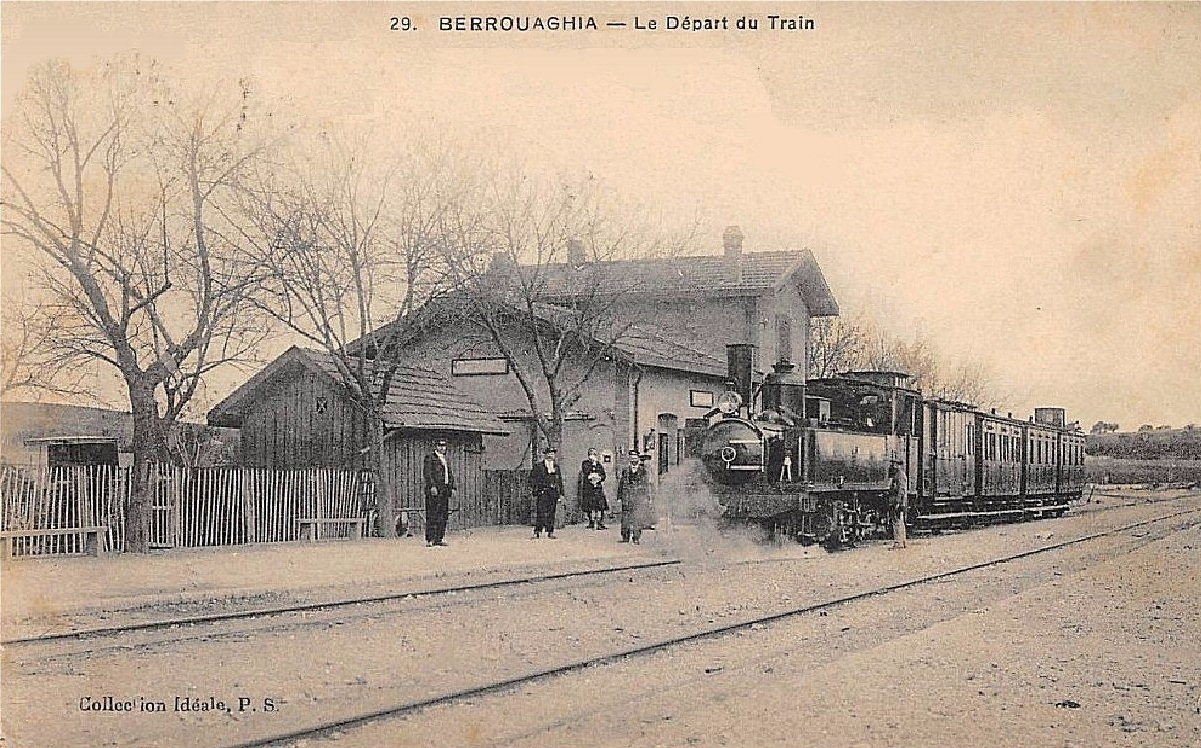
Un train en gare de Berrouaghia avec une locomotive 130t, série 1 à 9.

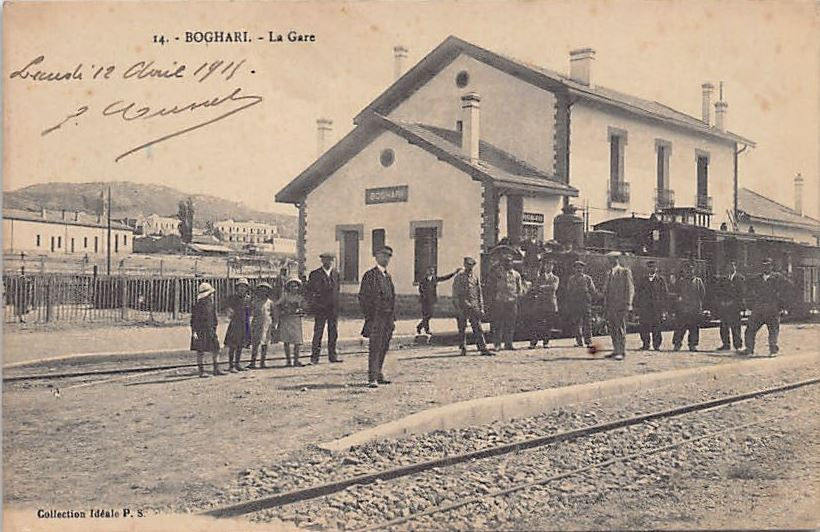
Un train en gare de Boghari.

En 1913, la longueur totale du réseau est de 449 km. 
Les lignes sont à voie normale, celle de Blida à Djelfa est à voie étroite, construite à l'écartement de (1 055 mm).
La Compagnie de l'Ouest algérien est intégrée  à la  Compagnie des chemins de fer de Paris à Lyon et à la Méditerranée, par décret du 31 décembre 1920.

## Les lignes
Lignes concédées :
- Oran (la Senia) -  Aïn Témouchent (75,5 km), ouverture 1885, voie normale,
- Oran (Sainte-Barbe du Tlélat) - Sidi-bel-Abbès - Tabia - Tlemcen (138,5 km), ouverture 1890, voie normale,
- Tabia - Raz-el-Ma - Crampel , (embranchée sur la précédente) (69 km), ouverture 1885, voie normale,
- Blida - Berrouaghia (45 km), ligne à voie étroite, ouverture 1891[3],
- Berrouaghia -  Boghari (40 km), (prolongement de la ligne précédente),(voie étroite), ouverture le 15 juillet 1912,
- Boghari-  Djelfa (155 km), (prolongement de la ligne précédente),(voie étroite), ouverture de 1916 à 1921.

Lignes affermées:
- Arzeu - Aïn-Sefra (454 km) , ligne concédée initialement à la Compagnie franco-algérienne,
- Mostaganem - Tiaret (197 km), ligne à voie étroite[4], concédée initialement à la Compagnie franco-algérienne.

## Matériel roulant
Locomotives à voie étroite (1055mm)
- N° 1 à 9, type 130t, livrées en 1891 par la SACM, poids à vide 29 tonnes[5], (voie étroite)
- N° 20 à 24, type 140t, livrées en 1910 par Fives-Lille (voie étroite)
- N° 101 à 114, type 230, livrées en 1913 par Fives-Lille (voie étroite)
- N° 115 à 125, type 230, livrées en 1920 par Fives-Lille (voie étroite)

Locomotives à voie normale (1435mm)
- N° 100 à 106, type 030, livrées en 1882 par Fives-Lille
- N° 107 à 111, type 030, livrées en 1887 par Fives-Lille
- N° 112 à 115, type 030, livrées en 1889 par la SACM[6]
- N° 200 à 206, type 030, livrées en 1884 par Fives-Lille[7]
- N° 207 à 209, type 030, livrées en 1887 par Fives-Lille
- N° 300 à 304, type 130, livrées en 1904 par Fives-Lille[8]
- N° 400 à 404, type 130, livrées en 1911 par Fives-Lille[9]
- N° 405 à 409, type 130, livrées en 1913 par Fives-Lille